# Maculonaclia bicolorata
Maculonaclia bicolorata är en fjärilsart som beskrevs av Griveaud 1966. Maculonaclia bicolorata ingår i släktet Maculonaclia och familjen björnspinnare. Inga underarter finns listade i Catalogue of Life.